# Suphrodytes
Suphrodytes is een geslacht van kevers uit de familie van de waterroofkevers (Dytiscidae).
De naam van het geslacht werd in 1914 (postuum) voorgesteld door Maurice des Gozis.
Het geslacht telde lang maar één soort, totdat in 2012 het werk van Johannes Bergsten en drie co-auteurs verscheen, waarin het bestaan van een tweede soort aannemelijk werd gemaakt.

## Soorten
- Suphrodytes dorsalis (Fabricius, 1787)
- Suphrodytes figuratus (Gyllenhal, 1826)

### Onderscheidende kenmerken
Suphrodytes dorsalis is gemiddeld groter (5.0–5.5 mm) dan S. figuratus (4.5–5.0 mm), en heeft een wat meer langgerekt lichaam. De kop van S. dorsalis is vaak geheel geel, en het halsschild draagt grotere gele vlekken; de kop van S. figuratus vertoont vaak donkere vlekken, en de gele vlekken op het halsschild zijn kleiner. De dekschilden van S. dorsalis zijn vaak grotendeels donker, met smalle gele randen, en aan de voorzijde op ieder schild een ovale gele vlek die nooit verbonden is met de gele marge; bij die van S. figuratus zijn de gele randen breder, en vaak door een smalle gele zone verbonden met de gele vlek aan de voorkant. Aan de buikzijde is het achterlijf van S. dorsalis bijna zwart, en constrasteert met de bruinrode onderzijde van het borststuk; bij S. figuratus is de gehele onderzijde bruinrood, zonder contrast tussen achterlijf en borststuk.